# هیدروکسیل‌آمونیوم فسفات
هیدروکسیل‌آمونیوم فسفات (نام علمی: Hydroxylammonium sulfate) با فرمول شیمیایی H۸N۲O۶S یک ترکیب شیمیایی است که جرم مولی آن 164.14 g/mol می‌باشد. 